# Kinder des Zorns (2020)
Kinder des Zorns (Originaltitel: Children of the Corn) ist ein US-amerikanischer Horrorfilm aus dem Jahr 2020 und ist die Vorgeschichte zum gleichnamigen Film von 1984. Beide basieren auf der Kurzgeschichte Kinder des Mais (im Original Children of the Corn) von Stephen King. Die Produktion ist der elfte Film der Kinder-des-Zorns-Reihe.

## Handlung
In der Kleinstadt Rylstone inmitten der riesigen Maisfelder von Nebraska ereignet sich eine Tragödie: Bei dem Versuch, eine Geiselnahme im örtlichen Kinderheim mit Betäubungsgas zu beenden, kommen 15 Kinder ums Leben. Nur die etwa zehnjährige Eden Edwards überlebt den Polizeieinsatz.
Die Stadt wird bald darauf von einer schweren Wirtschaftskrise getroffen: nach einem missglückten Geschäft mit einem Pflanzenschutzmittelhersteller ist der Mais auf den umliegenden Feldern verdorrt, der Boden mit Schadstoffen belastet und die Menschen leben in Sorge um ihre Zukunft. In einer Einwohnerversammlung beschließen die Erwachsenen des Ortes, die Felder einzuebnen und an einem staatlichen Subventionsprogramm teilzunehmen. Einzig die Kinder und Jugendlichen des Ortes sind dagegen, die von Eden angeführte Gruppe wird jedoch von den Älteren ausgelacht.
Getrieben von einer mysteriösen Kraft im Maisfeld, radikalisiert sich Eden und schart die anderen Kinder um sich, um einen fanatischen Kult zu gründen. Gemeinsam nehmen sie mehrere Erwachsene der Stadt gefangen und töten sie nach einem Schein-Tribunal. Nur eine Gruppe Jugendlicher um Boleyn „Bo“ Williams bleibt trotz ihrer Proteste verschont. Bo nimmt den Kampf gegen Eden auf, nachdem auch ihre zwei Freundinnen von den Kindern ermordet wurden. Als Bo Eden mit einem Messer bedroht, erscheint ein aus Maispflanzen geformtes Monster aus dem Mais und beschützt Eden.
Bo wird gefangen genommen und mit Benzin übergossen. Nur knapp kann sie ihre Peiniger überreden, dass es unklug wäre, sie in der von Getreidestaub erfüllten Umgebung anzuzünden, denn eine Staubexplosion wäre die Folge. Das sehen die Kinder ein und Bo gelingt die Flucht durchs Maisfeld, zunächst zu Fuß, dann mit einem Auto mit leckendem Tank. Als das Fahrzeug liegen bleibt, wird Bo von Eden gestellt. Mit einer List gelingt es Bo, das ausgelaufene Benzin zu entzünden. Das Maisfeld brennt nieder, die Kinder bleiben unversehrt. Das brennende Maismonster kommt aus dem Feld zu Eden. Diese geht mit ihm in den scheinbar sicheren Flammentod.
Der Film endet mit Bo, die in dem abgebrannten Maisfeld spazieren geht. Sie findet scheinbar die sterblichen Überreste von Eden. Diese steht aber plötzlich, völlig verbrannt und entstellt, hinter Bo und stürzt sich mit den Worten „Nichts stirbt jemals wirklich im Maisfeld!“ auf sie.

## Produktion
Im Mai 2020 wurde berichtet, dass der Film während der COVID-19-Pandemie in Australien gedreht wird und ein Remake sein soll. Allerdings wurde im Monat darauf verkündet, dass der Film ein Prequel von Kinder des Zorns (1984) ist.
In Deutschland startete er erst am 14. Dezember 2023 im Kino.

## Rezeption
Das Lexikon des internationalen Films urteilte: „Ein Low-Budget-Horrorthriller über grausame Kinderrituale, Manipulation und Verführbarkeit.“
Lars Brandt befand in seiner Kritik auf dem Portal Mind Your Own F* Business, „Gerade in Bezug auf aktuelle Themen, wie Umweltschutz und Nachhaltigkeit hätte man hier viel herausholen können. Immerhin sind es ja Pestizide und Genmanipulation, die die Felder zu unwirtlichen Biotopen machen. Doch Regisseur Kurt Wimmer weiß nichts mit seiner Geschichte und dem darin versteckten Potenzial anzufangen.“ Es bleibe „hier nur ein wenig Horror-Greta-Thunberg übrig, die sich mit Mistgabel und Machete ins Maisfeld kleben möchte.“ Dies sei „weder gruselig noch spannend erzählt“, jedoch sei das Schauspiel von Kate Moyer und Elena Kampouris „überragend“.